# Erebochlora maculataria
Erebochlora maculataria là một loài bướm đêm trong họ Geometridae.